# Weierheide
Die Weierheide ist ein Teil des Oberhausener Stadtbezirks Sterkrade, der Ende 2012 ca. 1.800 Einwohner auf einer Fläche von 137 ha zählte.
Der Ortsteil liegt in einem Dreieck, dessen Begrenzungen die Autobahn A3 im Westen (Holten, Waldteich) die Bahnlinie Oberhausen-Arnheim im Osten Dunkelschlag, (Alsfeld und Sterkrade-Mitte) und der Hauptkanal Sterkrade im Süden, welcher die Weierheide von Biefang und Schwarze Heide trennt, bilden. Die Weierheide ist einer von vier Oberhausener Stadtteilen, die Heide im Ortsnamen tragen. Sie erinnern damit an den Landschaftstyp, der dieses Gebiet bis Ende des 19. Jahrhunderts prägte.

## Infrastruktur
Die Weierheide ist überwiegend von den drei Gewerbegebieten Im Erlengrund, Waldteich und Weierheide gekennzeichnet. Auf dem Gelände der ehemaligen Zeche Sterkrade ist eine Grünfläche mit Rad- und Wanderwegen entstanden. Die Halde westlich der Weierstraße und südlich der Bahnlinie Oberhausen-Arnheim ist ein Landschaftsbauwerk, auf dessen Kuppe eine quadratische Aussichtsfläche errichtet wurde. Durch die Nähe zur Autobahnausfahrt Oberhausen-Holten /Sterkrade der A3 ist der Stadtteil gut an das Verkehrsnetz angebunden. Mit der Buslinie 957 des Verkehrsverbundes Rhein-Ruhr ist Weierheide in das Nahverkehrsnetz eingebunden.
Im Stadtteil befindet sich die Gesamtschule Weierheide, deren Jahrgangsstufen 5–7 in der ehemaligen Hauptschule Fichteschule im benachbarten Stadtteil Buschhausen unterrichtet werden.